# Buncton
Buncton – wieś w Anglii, w hrabstwie West Sussex, w dystrykcie Horsham. Leży 30 km na wschód od miasta Chichester i 69 km na południe od Londynu.